# Claudio Gentile
Claudio Gentile (Trípoli a Líbia, 27 de setembre de 1953) és un entrenador de futbol italià i exfutbolista dels anys 1970 i 1980, en què va destacar com a defensa. Gentile va jugar amb Itàlia en dues Copes del Món, i va jugar en la selecció italiana guanyadora en la final del 1982.